# Buck Rogers: Planet of Zoom
Buck Rogers: Planet of Zoom, chiamato Zoom 909 in Giappone, è un videogioco arcade sparatutto in terza persona pubblicato nel 1982 dalla Sega. La versione occidentale è il primo videogioco tratto dalla serie di fumetti e audiovisivi di Buck Rogers, in particolare il giocatore pilota la sua astronave, con prospettiva tridimensionale. La versione giapponese Zoom 909 non è legata al personaggio.
Nel 1983-1985 il videogioco venne convertito per molti sistemi domestici: computer Apple II, Atari 8-bit, Coleco Adam (il gioco era fornito in omaggio con il sistema), Commodore 64, MSX (due conversioni differenti per Giappone e per Europa), PC IBM (PC booter), TI-99/4A, VIC-20 e ZX Spectrum, e console Atari 2600, Atari 5200, ColecoVision e SG-1000 (uscita solo in Giappone, chiamata anche ズーム909? in copertina). Una conversione presumibilmente non autorizzata uscì anche per il computer sovietico Ėlektronika BK.
Il successivo gioco sul personaggio è Buck Rogers: Countdown to Doomsday (1990), di genere completamente diverso e uscito solo per sistemi domestici.
La Sega riprese lo stile di gioco di Planet of Zoom con Astron Belt e il più noto Space Harrier.

## Trama
Nel XXV secolo, Zoom è un enorme pianeta fuori orbita che devasta tutto ciò che incontra, ed è comandato da un'astronave madre. La missione di Buck Rogers è distruggere l'astronave e liberare il pianeta.

## Modalità di gioco
Il giocatore pilota una navicella vista da dietro, lungo un percorso lineare con visuale tridimensionale. Si può comandare lo spostamento laterale e verticale della navicella, mentre avanza costantemente e il paesaggio scorre. La navicella può sparare proiettili illimitati in direzione frontale e può regolare la propria velocità di avanzamento.
Si devono combattere mezzi nemici ed evitare ostacoli mentre si viaggia sopra superfici planetarie piane, dentro ampie gallerie a cielo aperto, o nello spazio.
Le fasi nelle gallerie sono presenti solo nella versione arcade e in alcune conversioni tra cui ColecoVision, MSX giapponese (di produzione diversa da quella europea) e SG-1000.
I nemici comuni sono dischi volanti e robot tripedi che saltano sul suolo. Le versioni più evolute possono presentare anche altro, come navicelle, missili, carri armati e asteroidi.
Un indicatore mostra il numero di nemici da abbattere, prima dell'esaurimento di una barra del tempo, per ricevere un bonus. In molte conversioni la barra del tempo è rimpiazzata da una barra del carburante, il cui esaurimento è letale, e abbattere i nemici richiesti è necessario per superare il livello.
Nelle sequenze sulla superficie si incontrano coppie di piloni dall'aspetto futuristico, sui quali non bisogna scontrarsi, ma se si riesce a passare in mezzo ai piloni, come in uno slalom, ogni passaggio viene conteggiato come un nemico abbattuto.
I boss sono astronavi madre dotate di quattro vistosi motori, che nell'arcade e nelle conversioni più fedeli possono essere distrutti separatamente.
Si perde una vita in caso di scontro diretto. Solo in alcuni casi i nemici possono anche sparare.
Unica delle versioni Zoom 909 per SG-1000 e per MSX giapponese è la presenza di una fase bidimensionale, con visuale dall'alto e scorrimento orientabile in tutte le direzioni ruotando la navicella.

## Accoglienza
Buck Rogers: Planet of Zoom nella sua versione arcade occidentale venne molto apprezzato dalle riviste Tilt, Computer and Video Games e dalla statunitense Video Games.
Le numerose conversioni domestiche ricevettero giudizi molto variabili dalla stampa occidentale dell'epoca, da scarsi a ottimi.
Si nota un'accoglienza tendenzialmente negativa per le edizioni europee della U.S. Gold per Commodore 64 e ZX Spectrum, forse anche perché giunsero quando il gioco era già datato (1985); infatti la versione Commodore 64 della Sega su cartuccia, uscita nel 1983, era stata invece accolta piuttosto bene.

### Manuali
- (EN) Buck Rogers (depliant dell'arcade), Sega, 1982.
- (EN) Buck Rogers: Planet of Zoom - Owner's manual (manuale dell'arcade), Sega, 1983.
- (EN, FR, DE, IT, ES) Buck Rogers: Planet of Zoom (manuale per Atari 2600), Sega, 1983.
- (EN, DE, FR, NL, IT) Buck Rogers: Planet of Zoom (manuale per ColecoVision), CBS, 1983.
- (EN) Buck Rogers: Planet of Zoom (manuale per Atari 5200), Sega, 1983.
- (EN) Buck Rogers: Planet of Zoom (manuale per Commodore 64), U.S. Gold, 1983.
- (EN) Buck Rogers: Planet of Zoom (manuale per Coleco Adam), Coleco, 1983.

### Riviste
- Buck Rogers (JPG) (Coleco Adam), in Videogiochi, n. 18, Milano, Gruppo Editoriale Jackson, settembre 1984,  pp. 70-72, ISSN 0392-8918 (WC · ACNP).
- Buck Rogers (JPG) (C64 su cartuccia), in Home Computer, n. 4, Milano, Gruppo Editoriale Jackson, agosto 1984,  p. 42, OCLC 954849327.
- Buck Rogers: Planet of Zoom (JPG) (MSX; intitolato per errore Zaxxon), in MCmicrocomputer, n. 40, Roma, Technimedia, aprile 1985,  p. 41, ISSN 1123-2714 (WC · ACNP).
- Buck Rogers (JPG), in Super MSX, anno 1, n. 1, J.soft, settembre 1985,  p. 24.